# Penenirmus heteroscelis
Penenirmus heteroscelis är en insektsart som först beskrevs av Christian Ludwig Nitzsch 1866.  Penenirmus heteroscelis ingår i släktet Penenirmus, och familjen fjäderlöss. Arten är reproducerande i Sverige.